# Temple de Cérès (Paestum)
Le temple de Cérès est un temple grec érigé vers 500 av. J.-C. à Paestum, dans l'actuelle municipalité de Capaccio Paestum (province de Salerne, Campanie), en Italie. En dépit de son appellation traditionnelle, ce temple était probablement consacré à Athéna.
Le temple est situé dans le sanctuaire nord, donc dans une position diamétralement opposée au sanctuaire sud, où se trouvent les deux grands temples traditionnellement appelés « Basilique » et « temple de Neptune ».

## Description

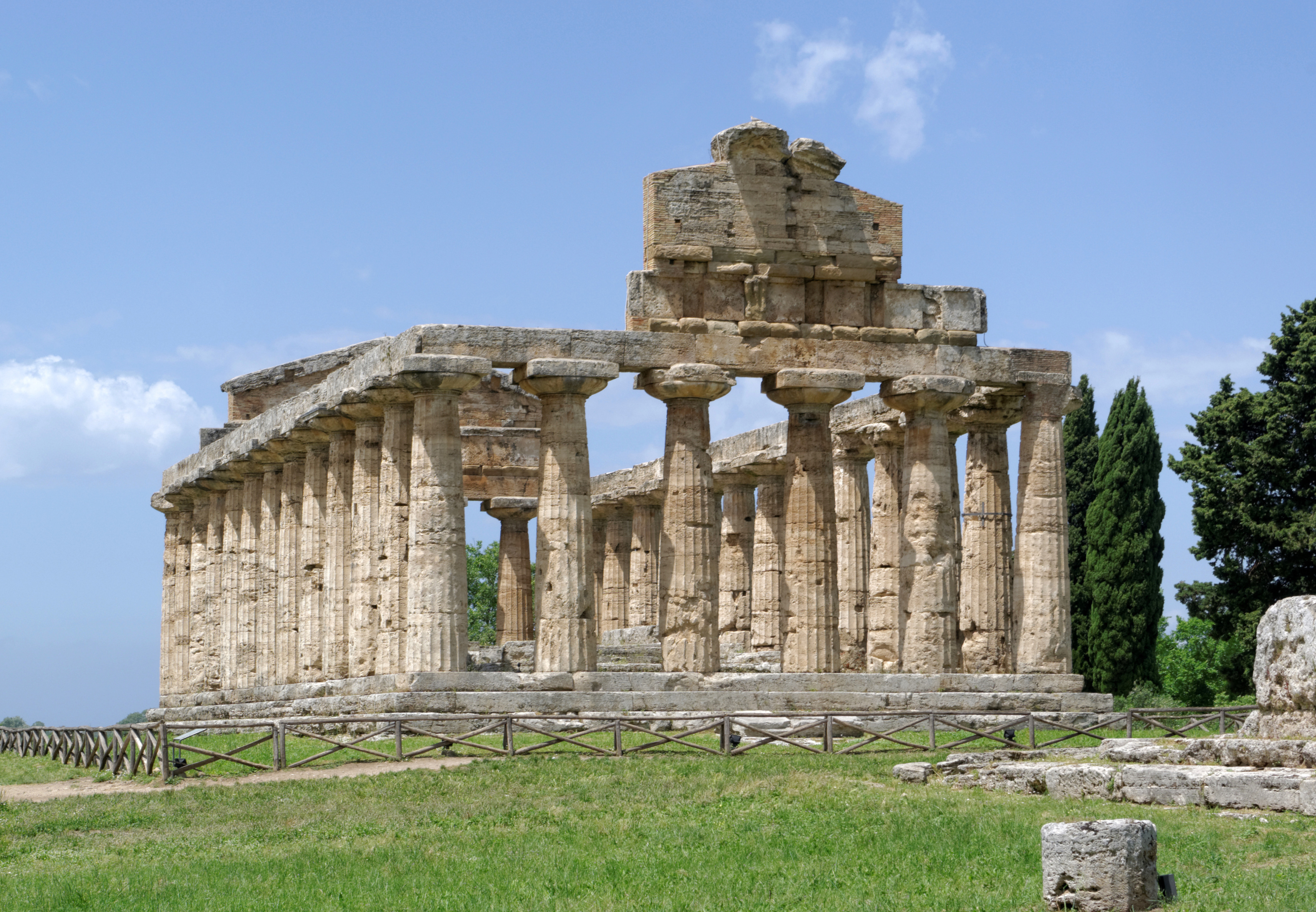
Le « temple de Cérès », à Paestum.

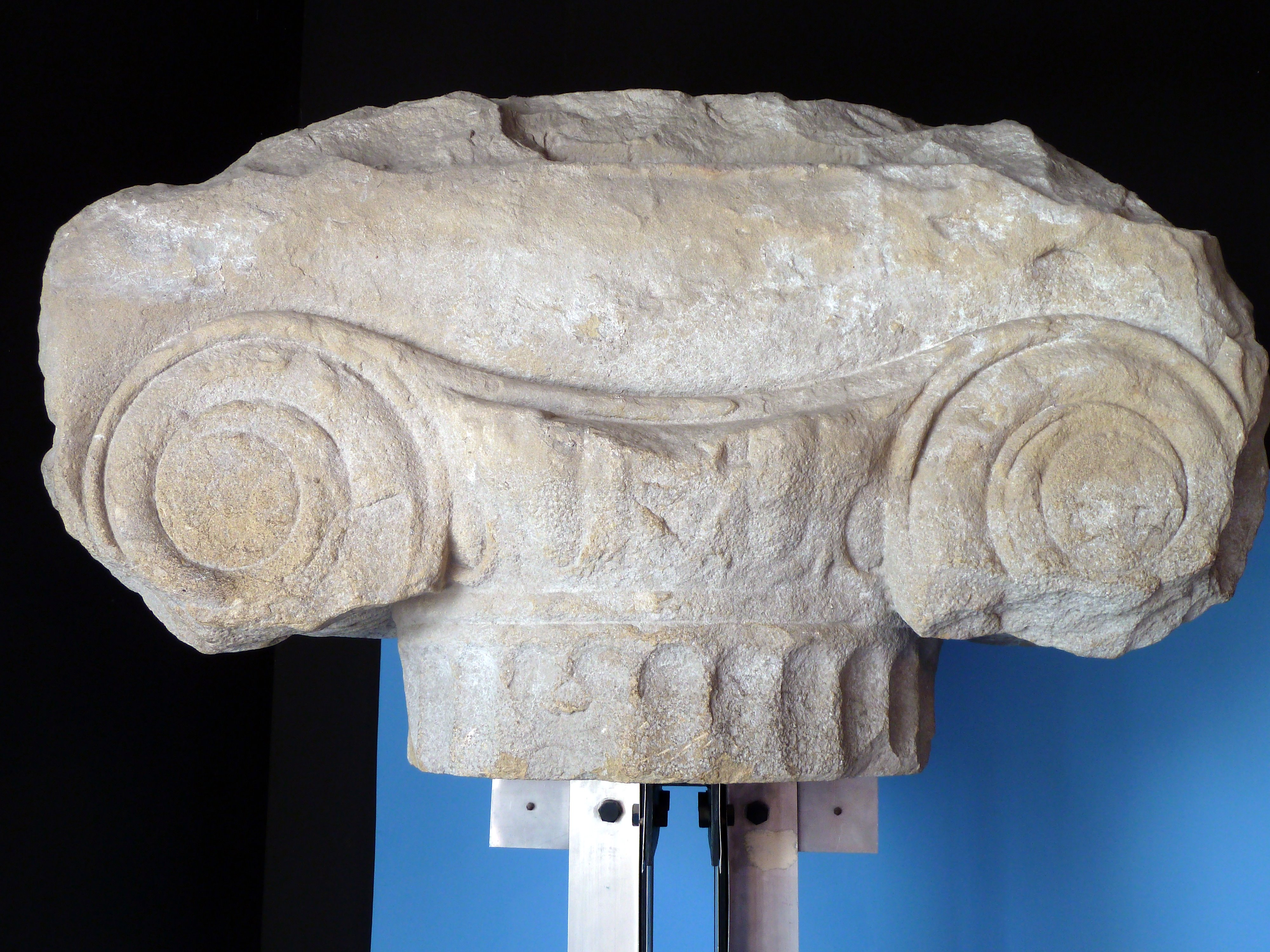
L'un des deux chapiteaux ioniques du pronaos.

Construit sur un relief artificiel du terrain, par-dessus le sanctuaire précédent, probablement détruit par un incendie, ce temple présente un fronton et une frise dorique en façade, ornés de métopes enchâssées dans le grès, sur des colonnes doriques légèrement élancées. La structure est plus simple que celle des deux temples probablement dédiés à Héra, appelés  et « Basilique ») et « Temple de Neptune » : il possède le pronaos et la cella, mais il manque l'adyton, ou chambre du trésor, au fond de la cella.
Conçu selon un schéma innovant de proportions équilibrées, qui se traduisent par le rapport de 6 colonnes frontales et 13 latérales de taille et de forme égales, le sanctuaire présentait une somptueuse polychromie.
L'intérieur du grand pronaos présentait six colonnes de ordre ionique, dont quatre frontales et deux latérales, dont il ne reste que les bases et deux chapiteaux qui, comme dans le cas de la « Basilique », naissent d'un col orné. Il semble que ce soit le premier exemple de la présence des deux ordres, dorique et ionique, dans le même édifice, non seulement dans la colonnade, mais aussi dans l'entablement et dans le couronnement du temple..
Il ne reste presque rien de la profonde cella destinée à abriter la statue de la déesse : seuls sont visibles le plancher, surélevé d'environ 1 m, et les traces d'un escalier latéral qui menait probablement au toit.

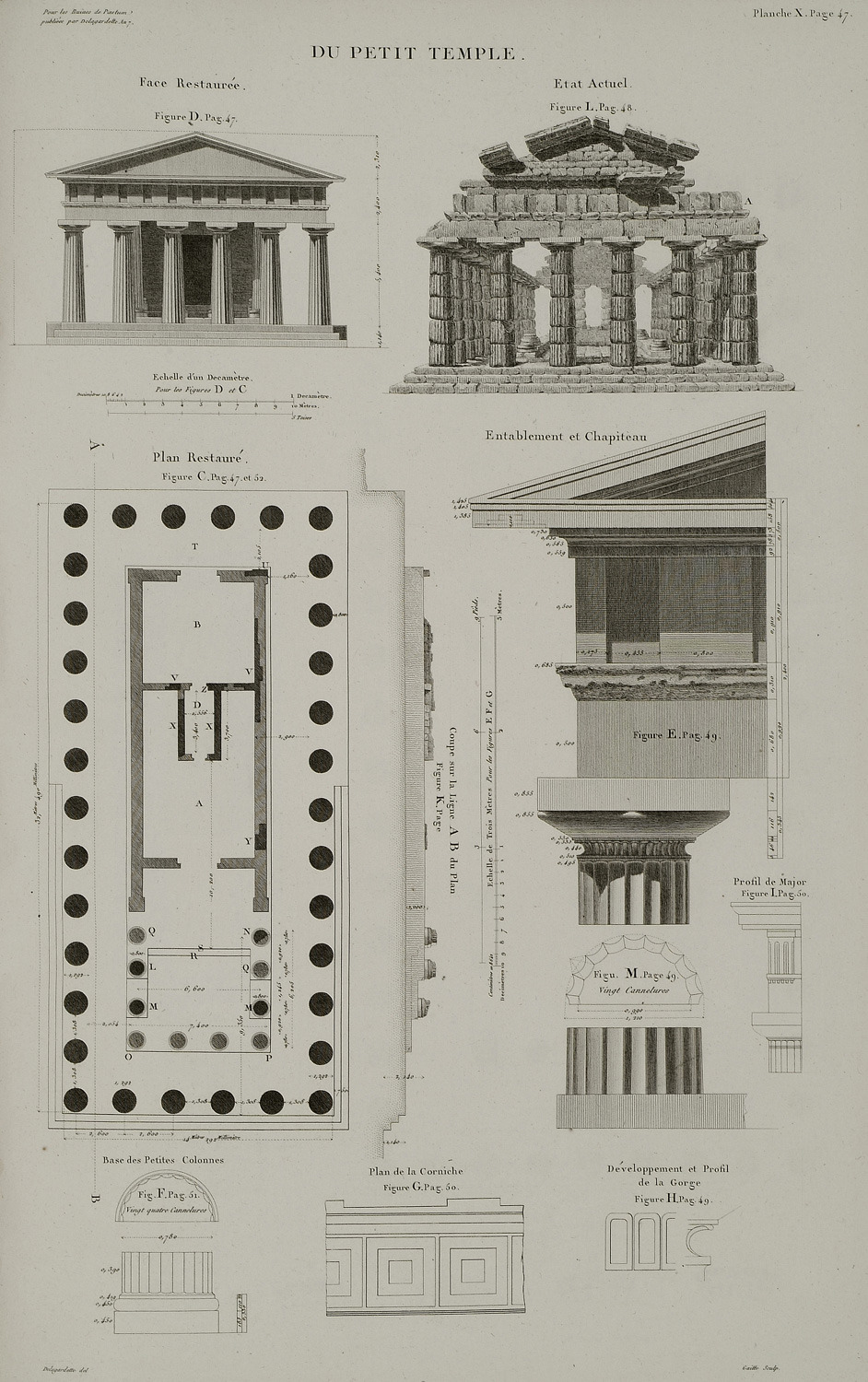
Figure et plan du temple de Cérès, par Claude-Mathieu Delagardette (1798).

Lors des importantes fouilles de 1937, dirigées par Amedeo Maiuri  ont été mises au jour des terres cuites architecturales qui ont permis la reconstitution du toit de l'édifice antérieur, de la période archaïque, l'un des plus anciens bâtiments de Poseidonia.
Traditionnellement, le temple avait été attribué à Cérès, mais après la découverte de nombreuses statuettes en terre cuite représentant Athéna, on observe une tendance vers une dédicace à cette divinité.
À la fin de l'Antiquité, vers le VIIIe siècle, le bâtiment fut utilisé comme église : le sanctuaire fut fermé par des murs entre les colonnes, les murs de la cella furent abattus, le déambulatoire, au sud, fut utilisé pour les sépultures. Ces structures ont été éliminées lors des campagnes de fouilles des années 1940.

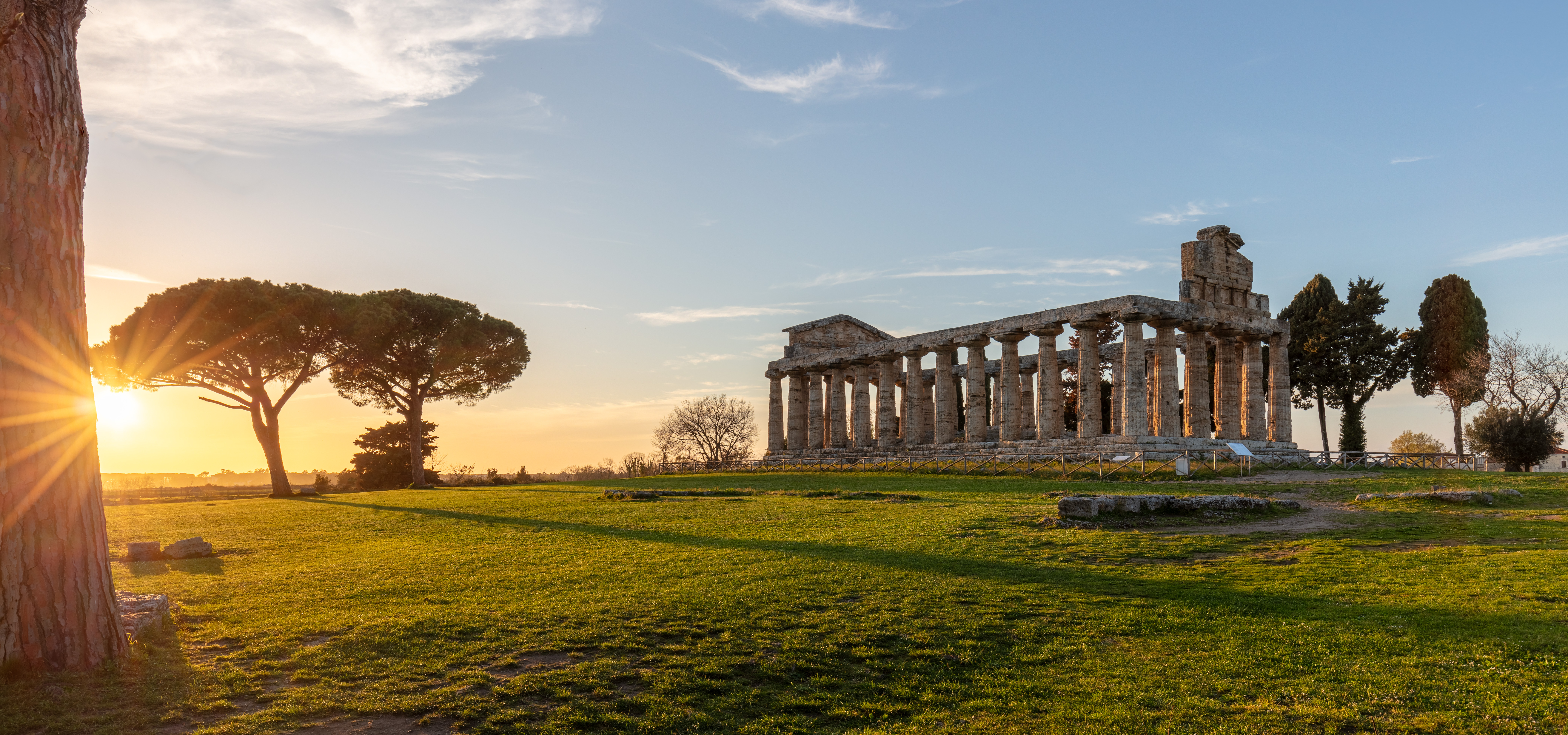
Le temple d'Athéna à Paestum.